# Burg Cracau
Die Burg Cracau ist eine abgegangene Wasserburg im Bismarckviertel (zwischen Uerdinger und Cracauer Straße) des Krefelder Stadtteils Cracau in Nordrhein-Westfalen.
Die Burg wurde um 1400 erbaut und wechselte im 15. bis ins 16. Jahrhundert durch Vererbungen, Verpfändungen oder kriegerische Auseinandersetzungen mehrmals ihre Besitzer. 1677 ließ der letzte Oranier Wilhelm III. von England die Burg wegen ihrer verlorenen militärischen Bedeutung schleifen.
In der 2. Hälfte des 18. Jahrhunderts wurde an der Burgstelle ein Schloss errichtet. Dieses wurde zum Sitz der Familie von 
Beckerath, bis zur Zerstörung 1943 im Zuge des Zweiten Weltkrieges. 